# Draga Stamejčič

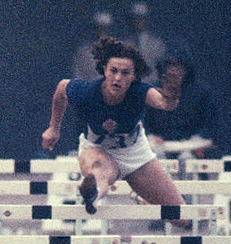
Draga Stamejčič bei den Olympischen Spielen 1964

Draga Stamejčič (verheiratete Pokovec; * 27. Februar 1937 in Ljubljana; † 16. August 2015 ebd.) war eine jugoslawische Hürdenläuferin, Fünfkämpferin und Sprinterin.
1958 wurde sie bei den Europameisterschaften in Stockholm Zehnte im Fünfkampf, und 1959 gewann sie bei den Weltfestspielen der Jugend und Studenten Bronze über 80 Meter Hürden.
Bei den Olympischen Spielen 1960 in Rom schied sie über 80 Meter Hürden im Vorlauf aus.
1962 wurde sie bei den Europameisterschaften in Belgrad Sechste im Fünfkampf und Vierte in der 4-mal-100-Meter-Staffel. Über 80 Meter Hürden erreichte sie das Halbfinale.
Am 5. September 1964 stellte sie in Celje mit 10,5 s einen Weltrekord über 80 Meter Hürden auf. Bei den Olympischen Spielen 1964 in Tokio wurde sie Fünfte im Fünfkampf mit ihrer persönlichen Bestleistung von 4790 Punkten und Siebte über 80 Meter Hürden.